# Limenitis diademata
Limenitis diademata är en fjärilsart som beskrevs av Hans Fruhstorfer 1915. Limenitis diademata ingår i släktet Limenitis och familjen praktfjärilar. Inga underarter finns listade i Catalogue of Life.